# Tappi Tíkarrass
Tappi Tíkarrass – islandzka grupa muzyczna, grająca muzykę z pograniczu pop punku, z elementami funku, disco i jazzu. Zespół ten jest uważany za pierwszy poważny projekt muzyczny piosenkarki Björk.

## Powstanie
W 1979 Björk wraz z gitarzystami Ásgeirem Sæmundssonem i Þorvaldurem Bjarni Þorvaldssonem, basistą Skúli Sverrissonem i perkusistą Oddurem F. Sigurbjörnsson tworzyła zespół Exodus. W roku 1980 wraz z perkusistą opuściła ona zespół po to, by w tym samym czasie z nowym basistą Jakobem Smári Magnússonem i gitarzystą Eyjólfurem Jóhannssonem założyć zespół Jam-80. Nazwa wzięła się od jednorazowego występu, jakiego miał dokonać zespół. Jak się później okazało, wspólnych występów odbyło się kilka.
Wykonywali oni muzykę, która była połączeniem popu i punku, a jako zespół nigdy nie wydali żadnego oficjalnego nagrania, oprócz kasety demo z występu w Hólabrekkuskóli, podczas którego zagrano następujące utwory: dwie piosenki Janis Ian: „Run too Fast, Fly too High” i „The Other Side of the Sun”; dwa utwory Deep Purple: „Highball Shooter” i „Demon’s Eye”; pozostałe utwory to:  “13-16” autorstwa Utangarðsmenn, aranżacja Jethro Tulla do „Boureé” Jana Sebastiana Bacha, “Funky Town”, i dwa utwory instrumentalne (bez nadanych tytułów). Działalność zespołu została zakończona w momencie, gdy członkowie doszli do wniosku, że nadszedł czas na stworzenie grupy punkowej grającej nieco ambitniejszą muzykę. I tak we wrześniu 1981 roku powstało Tappi Tíkarrass, z wokalistą Eyþórem Arnaldsem, który kilka miesięcy później został zastąpiony przez Björk. Rok później perkusista Oddur F. Sigurbjörnsson został zastąpiony przez Guðmundura Þór Gunnarssona.
Nazwa Tappi Tíkarrass, która w języku islandzkim znaczy „zakorkuj suce tyłek”, została nadana po tym, jak ojciec Jakoba Smári Magnússona stwierdził, że muzyka grana przez zespół „pasuje jak korek w tyłku suki”. Tappi Tíkarrass grała muzykę będącą połączeniem punku i popu, w których z łatwością można odnaleźć wpływy takich zespołów jak Siouxsie and the Banshees i pierwszych nagrań zespołu The Cure.

## Albumy Bítið Fast í Vítið i Miranda
Zespół rozpoczął nagrywanie własnego materiału w sierpniu 1982 roku i wkrótce wydał EP-kę zatytułowaną „Bitið fast í vitið” (isl. Wgryź się w swój umysł), wydaną przez wytwórnię Spor. 12-calowa płyta winylowa zawierała 5 utworów zaśpiewanych przez Björk, której wokale zastąpiły te nagrane wcześniej z udziałem Eyþóra Arnaldsa. Jedynym utworem angielskojęzycznym był „London”.
W roku 1983 grupa wydała swój pierwszy album nazwany „Miranda”, który został wydany przez wydawnictwo Gramm. Płyta ta zawierała 13 utworów, i mimo że zespół Tappi Tíkarrass był najmniej eksperymentalnym projektem Björk, to na albumie znalazły się m.in. nagrany w popowej aranżacji utwór „Kríó”, a także łagodnie rozpoczynający się, a kończący w iście dyskotekowym stylu utwór „Tjet”.

## Rozpad Tappi Tíkarrass i dalsze losy ich członków
W lipcu 1983 roku zespół zakończył swoją działalność po tym, jak Björk wraz z Einarem Örn Benediktssonem (wokalistą Purrkur Pillnikk), gitarzystą Guðlaugurem Kristinn Óttarssonem, perkusistą Sigtryggurem Baldurssonem, klawiszowcem Einarem Arnaldur Melaxem i basistką Birgir Mogensen (z zespołu Spilafífl) stworzyła zespół KUKL.
Jakob Magnússon i Guðmundur dołączyli do Bubbiego Morthensa i wspólnie grali w zespole Das Kapital aż do roku 1985. Po roku 1985 Jakob wraz z Bubbim, pod nazwą MX-21, pracowali jako muzycy sesyjni dla kilku artystów. W 2003 roku wydał on swój pierwszy album solowy, „Bassajól”. Po występach w Das Kapital, Guðmundur wycofał się ze sceny muzycznej.
Po opuszczeniu zespołu, Eyþór Arnalds uczył się gry na wiolonczeli, po czym kontynuował swoją przygodę z muzyką z zespołem Todmobile. Później dołączył on do wokalistki Móa Julíusdóttir, z którą stworzył zespół Bong, który zdobył pewne sukcesy na Islandii i w Wielkiej Brytanii. Wydał kilka albumów solowych, po czym rozpoczął współpracę nad debiutanckim albumem Móy Julíusdóttir (wydany w 1998 roku, zatytułowany „Universal”). Ostatnimi czasy działał w polityce, co poskutkowało wybraniem go na burmistrza miasta Árborg.
Eyjólfur Jóhannsson kontynuował grać w zespołach jak Dá, The Wunderfoolzs czy S.S.Sól, do którego dołączył w 2002 roku.
Oddur dołączył do członków heavymetalowego zespołu Foringjarnir, a także został elektrykiem. Ponadto rozpoczął on współpracę z zespołem Santiago, która zaowocowała w 2002 roku wydaniem albumu.
Ostatni wspólny występ członków Tappi Tíkarrass odbył się w 1987, gdy zespół jednorazowo wystąpił w klubie nocnym Safari.

## Dyskografia
EP:

- 1982 - Bítið Fast í Vítið (Spor)

Album:

- 1983 - Miranda (Gramm)

Gościnnie:

- 1982 - Rokk í Reykjavík (Hugrenningur), ścieżka dźwiękowa do filmu dokumentalnego w reżyserii Friðrika Þór Friðrikssona.
- 1984 - Satt 3 (Satt)
- 1998 - Nælur (Spor)

Filmy:

- 1982 - Rokk í Reykjavík (Íslenska kvikmyndasamsteypan), film dokumentalny w reżyserii F. Þ. Friðriksson.
- 1983 - Nýtt Líf (Nýtt Líf ehf.), film w reżyserii Þráinna Bertelssona.
- 2003 - Inside Björk (One Little Indian), wspomnieniowy film dokumentalny o piosenkarce Björk.